# Famille Roumiantsev
Pour les articles homonymes, voir Roumiantsev.
La famille Roumiantsev, ou Rumyantsev, ou Romanzov (en russe Румянцевы) est une ancienne lignée de la noblesse russe, qui s'est illustrée aux XVIIIe et XIXe siècles au sein de l'Empire de Russie, éteinte en 1838.

## Histoire

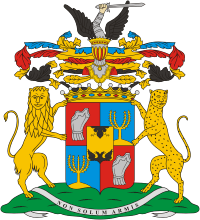
Armoiries de la famille Roumiantsev

Elle descendait d'un boyard qui, reniant son serment d'allégeance, livra Nijni Novgorod au prince  Vassili Ier de Moscou en 1391.
Les comtes Roumiantsev vécurent au Palais Roumiantsev à Saint-Pétersbourg et au Palais Roumiantsev-Zadounaïsko en Ukraine et créèrent le Musée Roumiantsev pour y abriter leurs collections d'art, qui furent ensuite installées dans un autre palais, la Maison Pachkov.
Le général français Nicolas Roumiantzoff (1906-1988), installé en France depuis la Révolution russe, se réclamait de la même lignée que celle des comtes Roumiantsev.

## Personnalités
- Alexandre Ivanovitch Roumiantsev (1680-1749), militaire et diplomate russe.
- Piotr Alexandrovitch Roumiantsev-Zadunaisky (1725-1796), fils du précédent, maréchal russe.
- Nicolas Petrovitch Roumiantsev (1754-1826), fils du précédent, ministre d'Alexandre Ier de Russie.